# Riqueuria
Riqueuria là một chi thực vật có hoa trong họ Thiến thảo (Rubiaceae).

## Loài
Chi Riqueuria gồm các loài: